# 绿色怪物

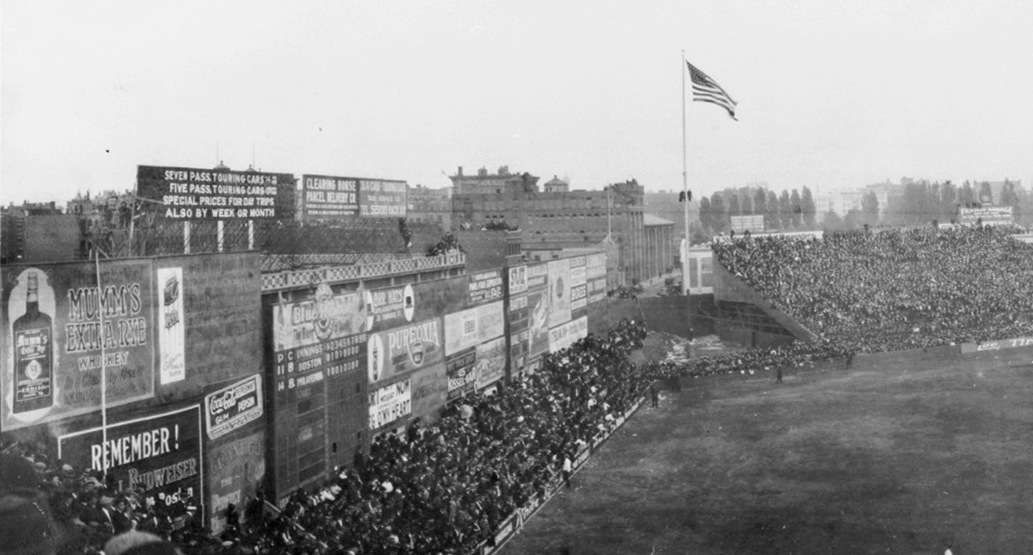
1914年時的綠色怪物

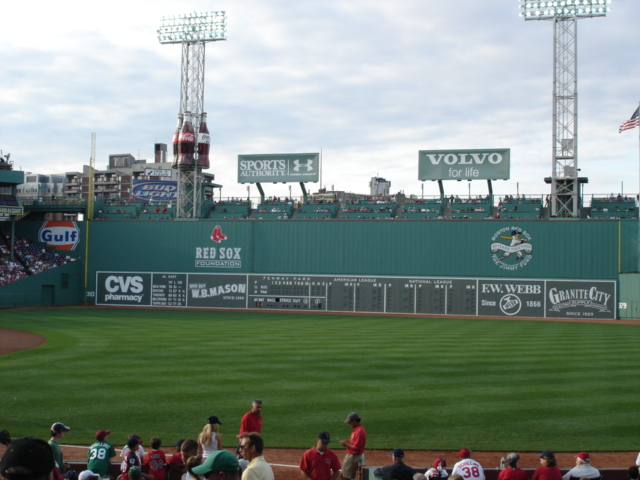
現今的綠色怪物

绿色怪物（Green Monster）是波士顿红袜主场芬威公园（Fenway Park）左外野全垒打墙的昵称。
这座全垒打墙高达37英尺2英寸（11.3米），建造于1912年，是由木头制成的；1934年覆盖上了锡和混凝土，1976年又加上了一层硬塑料。虽然名字叫绿色怪物，但直到1947年才喷上了绿色，在这之前墙上布满广告。
绿色怪物是美国职棒大联盟所有球场中最高的全垒打墙，在所有职棒球场中排名第二，比宾夕法尼亚州约克主权银行球场的左外野全垒打墙矮了6英寸。
绿色怪物的存在给比赛带来很多不可确定的因素，例如它阻挡了许多在其他球场会成为全垒打的平飞球，但由于左外野只有304-310英尺（94米），一些在其他球場會因為距離不夠遠而不不了牆的高飞球在这里反而形成了全垒打。这座墙增加了二垒安打的机率，但一些熟悉绿色怪物特性的左外野手能够快速处理击中全垒打墙的飞球，将跑者触杀在二垒或者让跑者停留在一垒。對一般球場而言，左右外野手對於守備的要求是差不多的，但對於紅襪隊來說，左外野手速度不用很快，但他們對於球打到牆之後的反彈習性要非常了解；而右外野手則特別要求速度，因為芬威球場的右外野牆很矮，但面積特別寬廣。
因為這面牆使的成為長打的球不容易飛出去，頂多造成三壘安打，甚至是場內全壘打而已。因此在大聯盟就傳著一句：「只要你有本事，就得要挑戰綠色怪物。只要成功了，哪怕是一次，人們也會尊稱你是強打者！」